# Sara Correia

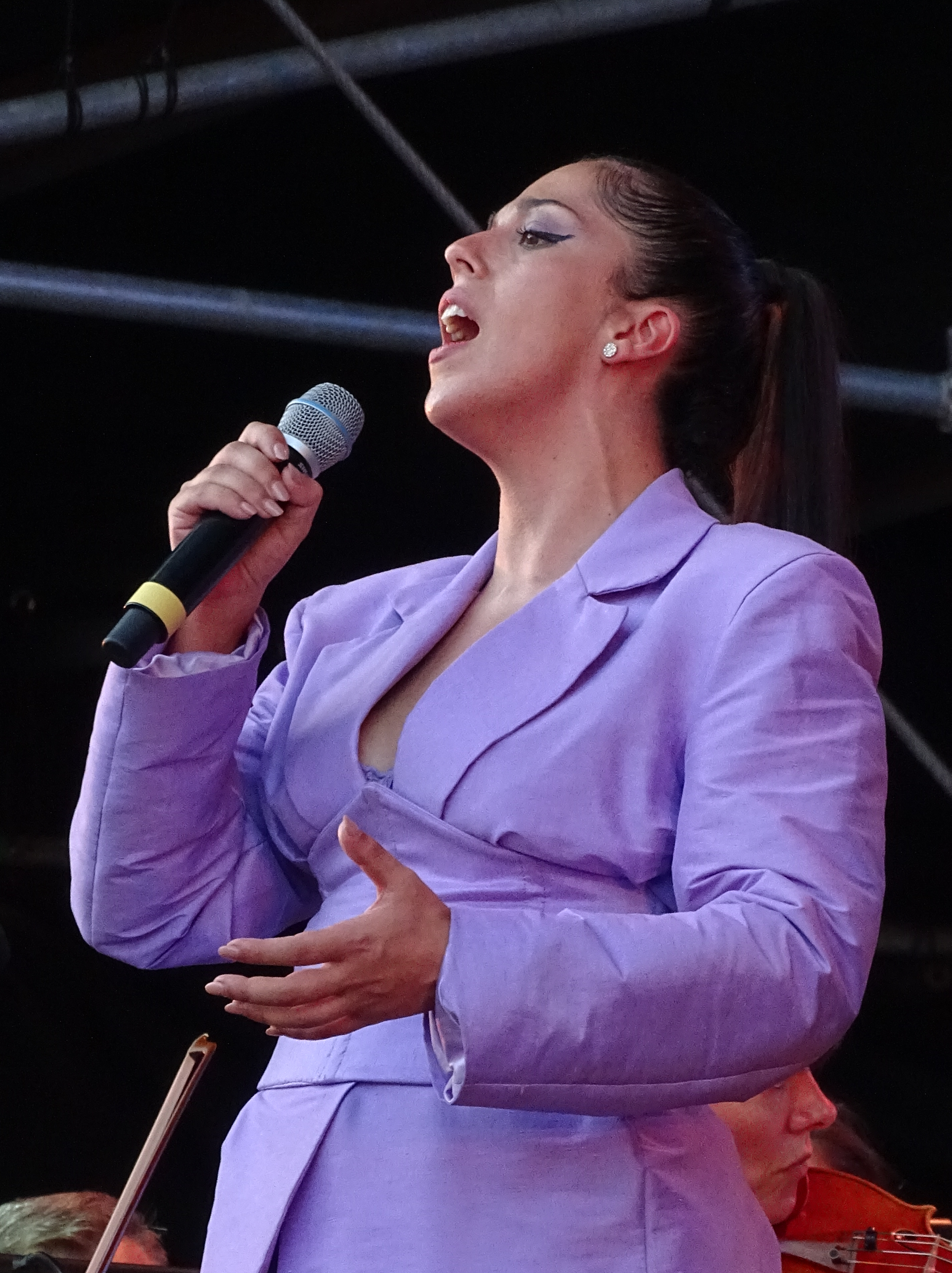
Sara Correia 2023

Sara Sofia Correia (* 27. Mai 1993 in Marvila) ist eine portugiesische Fadista.

## Leben
Correia wurde 1993 im Viertel Chelas der Gemeinde Marvila geboren. Ihre Familie brachte sie schon früh zur Musik, so ist Correias Tante Joana Correia selbst Fado-Sängerin. Sie wuchs mit der Musik von Amália Rodrigues auf und zählt Fado-Künstlerinnen wie Fernanda Maria, Beatriz da Conceição und Hermínia Silva zu ihren Vorbildern. Im Alter von neun Jahren besuchte sie die Fado-Schule Clube Lisboa Amigos do Fado von Armando Tavares und sang ab ihrem 12. Lebensjahr täglich in Fado-Lokalen. Correia nahm Ende 2006 im Alter von 13 Jahren an der 55. Ausgabe des Gesangswettbewerbs Grande Noite do Fado in Lissabon teil und wurde eine von zwei Gewinnerinnen in der Junioren-Kategorie. RTP1 übertrug die Veranstaltung im portugiesischen Fernsehen. Correia trat anschließend in den bekanntesten Fado-Lokalen Lissabons auf, so im Casa de Linhares an der Seite unter anderem von Celeste Rodrigues, Jorge Fernando und Maria da Nazaré. Im Jahr 2008 erschien ihr Debütalbum Destino beim Independent-Label Metro-Som.

## Wirken

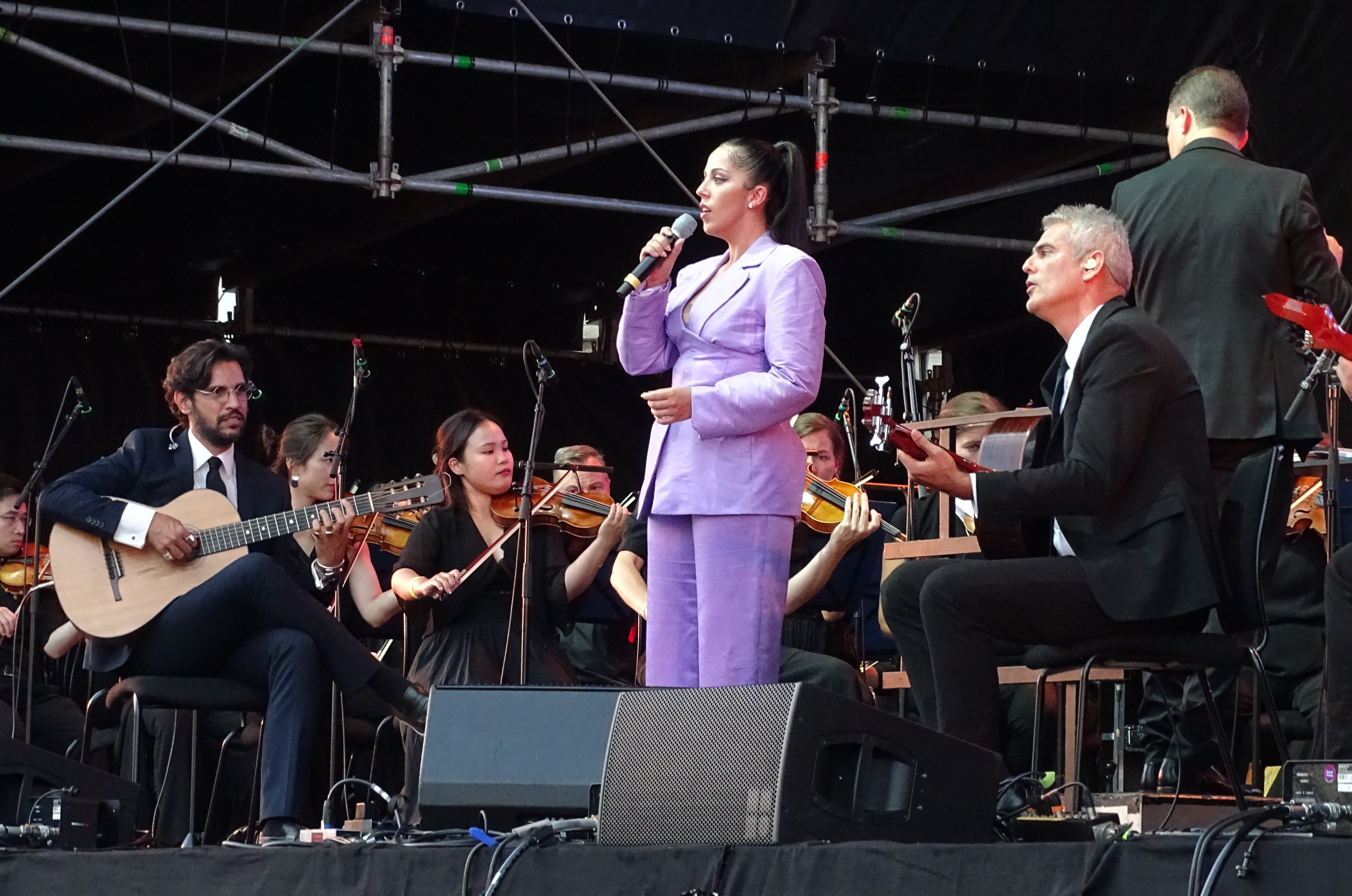
Diogo Clemente, Sara Correia und Frederico Gato (v. l. n. r.) 2023

Correia veröffentlichte im September 2018 mit Sara Correia ihr erstes Album bei Universal Music Portugal. Es erreichte Platz 8 der portugiesischen Albumcharts. Die Arbeit am Album, das von Diogo Clemente produziert wurde, hatte drei Jahre in Anspruch genommen. Correia wählte ihren Namen als Albumtitel, da sie sich „stark mit den Liedern auf diesem Album [identifizierte]; ich sehe mich selbst in all den Geschichten, und sie definieren, wer ich als Fado-Sängerin bin“. Als Musiker war unter anderem Ângelo Freire an den Aufnahmen beteiligt. Es folgten Konzerte, die Correia unter anderem nach Südkorea, Italien, Indien und Chile führten.
Für ihr nächstes Album Do Coração, das 2020 erschien, konnte sie unter anderem Luísa Sobral (Dizer Não), Vitorino Salomé (Por Passares), Jorge Cruz (Por Perto), Mário Pacheco (O Pórtico), Joana Espadinha (Chegou Tão Tarde) und Carolina Deslandes (Porquê do Fado) als Songwriter gewinnen. Der Titel Solidão ist ein Duett mit Sänger António Zambujo, der den Titel gemeinsam mit Paulo Abreu Lima schrieb. Die erste Singleauskopplung Chegou Tão Tarde erschien im März 2020. Do Coração wurde 2021 für einen Latin Grammy Award in der Kategorie Bestes portugiesischsprachiges Roots-Album nominiert. Die Radiosendung Spielräume von Albert Hosp widmete dem Album gemeinsam mit Dulce Pontes’ Veröffentlichung Perfil 2022 eine Sendung zum Thema Alter neuer und neuer alter Fado.
Correias Single Chegou Tão Tarde war Teil des Soundtracks der Seifenoper Quer o Destino. Sie sang zudem den Titel Quero É Viver, eine Coverversion des Liedes von António Variações aus dem Jahr 1983, ein, die 2022 veröffentlicht wurde und als Titelsong der Serie Quero É Viver Bekanntheit erlangte. Mit Pedro Abrunhosa realisierte Correia 2022 das Benefizduett Que o Amor te Salve nesta Noite Escura, dessen Verkaufserlös der Organisation We Help Ukraine zugutekamen.
Correia ist seit 2019 im Rahmen von Konzerten auch im deutschsprachigen Raum aufgetreten. Im Jahr 2019 war sie gemeinsam mit Marco Rodrigues Gast beim FADO Festival Wien. Sie trat 2023 in Deutschland auf, so spielte sie im Mai 2023 in der Elbphilharmonie und trat im August 2023 mit den Dresdner Philharmonikern im Rahmen des Programms Fado! in Dresden auf. Im Herbst 2023 war sie während des EchterWorld-Festivals im Trifolion Echternach in Luxemburg zu sehen.
Ende 2023 erschien Correias drittes Album bei Universal Music Portugal, Liberdade, auf dem sie unter anderem mit Pedro Abrunhosa, Carminho und Tiago Bettencourt, sowie erneut mit Joana Espadinha und Carolina Deslandes zusammenarbeitete. Neben traditionellen Stücken enthielt das Album auch Werke von Künstlern, die nicht dem Fado-Genre angehören. Correia ließ zudem Hip-Hop- und Popelemente in die Lieder einfließen. Dies trug laut Kritik zu einer „mal sehr subtilen, dann wieder etwas radikaleren Neuerfindung des Genres bei…“. Liberdade, das in Deutschland nur digital erschien, wurde Correias bis dahin erfolgreichstes Album und konnte sich auf Platz 2 der portugiesischen Charts platzieren.
Correia ist gelegentlich in Film- und Fernsehproduktionen zu sehen, wobei sie in der Regel eine Sängerin darstellt. Correia war 2023 Coach der zweiten Staffel von The Voice Gerações, eines Spin-Offs der Castingshow The Voice Portugal. Seit Ende 2023 ist sie neben António Zambujo, Fernando Daniel und Sónia Tavares als Coach in der elften Staffel von The Voice Portugal zu sehen.

## Diskografie
- 2008: Destino (Metro-Som)
- 2018: Sara Correia (Universal Music Portugal)
- 2020: Do Coração (Universal Music Portugal)
- 2023: Liberdade (Universal Music Portugal)

## Filmografie
- 2016: Une famille formidable (TV-Serie, eine Folge)
- 2016: Alfama em si
- 2019: I Love Portugal (TV-Serie, eine Folge)
- 2021: Glória (TV-Serie, eine Folge)

## Auszeichnungen
- 2006: Gewinnerin der 55. Ausgabe der Grande Noite do Fado in Lissabon in der Junioren-Kategorie
- 2019: Nominierungen Play – Prémios da Música Portuguesa, Bester Nachwuchskünstler und Bestes Fado-Album, für Sara Correia
- 2019: Revelation Award des Rádio Festivals
- 2021: Auszeichnung Play – Prémios da Música Portuguesa, Bestes Fado-Album, für Do Coração
- 2021: Nominierung Latin Grammy Award, Bestes portugiesischsprachiges Roots-Album, für Do Coração